# Ulomyia szaboi
Ulomyia szaboi és una espècie d'insecte dípter pertanyent a la família dels psicòdids. Es troba a França.

## Subespècies
- Ulomyia szaboi meridionalis (Vaillant, 1983)
- Ulomyia szaboi szaboi (Vaillant, 1983).[9]